# ورزشگاه شهر (اسلاتکس)
ورزشگاه شهر (به لاتین: City Stadium) یک ورزشگاه در بلاروس است که در سلوتسک واقع شده‌است.